# Le Petit Pingouin
Pour plus de détails, voir Fiche technique et Distribution.
Le Petit Pingouin (8 Ball Bunny) est un dessin animé Looney Tunes réalisé en 1950 par Chuck Jones et écrit par Michael Maltese, mettant en scène Bugs Bunny.
Bugs aide Playboy Penguin perdu à retourner chez-lui. Croyant bien faire, il l'emmène en Antarctique, alors qu'il habite en fait dans le New Jersey. 

## Résumé
Un petit manchot, Playboy Penguin, patineur sur glace à Brooklyn, est oublié après une de ses représentations. En courant après les camions de la tournée, il tombe dans le terrier de Bugs. Le lapin est attendri par le manchot perdu. Il lui promet de le ramener chez lui. En feuilletant son encyclopédie, il découvre que cet oiseau vit d'ordinaire en Antarctique. Ils embarquent dans un wagon de marchandises pour le « lointain Sud ». Un clochard veut les dévorer. Bugs esquive les charges de l'affamé furieux avec sa désinvolture habituelle et le met dehors. Arrivé en Louisiane, Bugs croit ses ennuis finis après avoir envoyé Playboy Penguin par bateau. Mais il s'aperçoit qu'il ne va pas vers la bonne destination. Il récupère à la nage le manchot, et poursuit le chemin avec lui à travers mille dangers : en naufragé à la Martinique, dans la marmite des sauvages de l'Amérique du Sud, en lutte contre les tempêtes proches de l'Antarctique. Alors qu'ils arrivent enfin au but, Playboy Penguin le détrompe. C'en est trop pour Bugs Bunny, qui devient fou.

## Faits remarquables
- Le même manchot est apparu dans un précédent cartoon, Frigid Hare.
- Humphrey Bogart, en un gag récurrent, vient par trois fois demander l'aumône à Bugs. Il s'agit d'une de ces nombreuses références clin d'œil aux grands films de la Warner. Ici, la référence est le film Le Trésor de la Sierra Madre où Humphrey Bogart joua un miséreux  qui faisait la manche à un riche américain (John Huston) à Tampico.
- On découvre que Bugs est à l'occasion carnivore quand, affamé après des jours de dérive à bord d'une barque, il rêve de manger le manchot.

## Fiche technique
- Producteur : Edward Selzer  (non crédité)
- Distribution : 
  - 1950 : Warner Bros. Pictures
  - 1994 : Warner Home Video
- Format : 1,37 :1 Technicolor
- Musique : Carl W. Stalling

### Distribution
- Mel Blanc (VF : Gérard Surugue ): Bugs Bunny
- Dave Barry

Voix additionnelles : Pascal Renwick / Jean-Claude Donda / Patrick Guillemin

### Animateurs
- Phil Monroe : artiste agencement
- Ken Harris : animateur
- Lloyd Vaughan : animateur
- Ben Washam : animateur
- Emery Hawkins : animateur
- Pete Alvarado : artiste arrière-plan et agencement

### Orchestration musicale
- Carl W. Stalling, directeur de la musique
- Milt Franklyn, orchestration (non crédité)

## Musiques
- Don't Sweetheart Me (non créditée).

Musique par Cliff Friend, joué lors du générique.
- Home Sweet Home (non créditée)

Connue aussi sous There's No Place Like Home.
Musique partiellement composée et arrangée par H.R. Bishop, à partie d'un air sicilien. La musique est jouée quand Bugs compulse le livre à la page des manchots.
- Bye Bye Blackbird (non créditée)

Musique par Ray Henderson. Elle est jouée au moment où Bugs accompagne le manchot à l'embarcadère.
- Wiegenlied, Op. 49, No. 4 (non créditée)

Plus connue sous le titre de Berceuse de Brahms.
Musique par Johannes Brahms. Jouée quand Bugs sort de son terrier, un bougeoir à la main. 
- Calypso Bunny

Composée par Michael Maltese. Elle est chantée par Bugs sur l'île, en s'accompagnant de guitare.
- Kiss Me Sweet (non créditée)

Composée by Milton Drake. Jouée durant la première scène.
- Blues in the Night (non créditée)

Musique par Harold Arlen. Jouée au début de la scène dans le wagon.
- Sweet Georgia Brown (non créditée)

Musique par Maceo Pinkard.